# Millennium (Album)
Millennium ist das dritte Studioalbum der US-amerikanischen Gesangsgruppe Backstreet Boys. Es erschien am 18. Mai 1999 bei Jive Records. Weltweit wurde es ca. 24 Millionen Mal verkauft. Damit gehört es zu den weltweit meistverkauften Musikalben.

## Titelliste
1. Larger Than Life (Max Martin, Kristian Lundin, Brian Littrell) – 3:52
2. I Want It That Way (Max Martin, Andreas Carlsson) – 3:33
3. Show Me The Meaning Of Being Lonely (Max Martin, Herbert Crichlow) – 3:54
4. It’s Gotta Be You (Max Martin, Robert John „Mutt“ Lange) – 2:57
5. I Need You Tonight (Andrew Fromm) – 4:23
6. Don’t Want You Back (Max Martin) – 3:26
7. Don’t Wanna Lose You Now (Max Martin) – 3:55
8. The One (Max Martin, Brian Littrell) – 3:46
9. Back To Your Heart (Kevin Richardson, Gary Baker, Jason Blume) – 4:21
10. Spanish Eyes (Andrew Fromm, Sandy Linzer) – 3:55
11. No One Else Comes Close (Joe Thomas, Gary Baker, Wayne Perry) – 3:43
12. The Perfect Fan (Brian Littrell, Thomas Smith) – 4:15

Die Titelliste bezieht sich auf die europäische und amerikanische Ausgabe. International sind unterschiedliche Versionen erschienen.

## Singleauskopplungen
| Jahr | Titel                               | Höchstplatzierung, Gesamtwochen, AuszeichnungChartplatzierungen (Jahr, Titel, , Platzierungen, Wochen, Auszeichnungen, Anmerkungen) | Höchstplatzierung, Gesamtwochen, AuszeichnungChartplatzierungen (Jahr, Titel, , Platzierungen, Wochen, Auszeichnungen, Anmerkungen) | Höchstplatzierung, Gesamtwochen, AuszeichnungChartplatzierungen (Jahr, Titel, , Platzierungen, Wochen, Auszeichnungen, Anmerkungen) | Höchstplatzierung, Gesamtwochen, AuszeichnungChartplatzierungen (Jahr, Titel, , Platzierungen, Wochen, Auszeichnungen, Anmerkungen) | Höchstplatzierung, Gesamtwochen, AuszeichnungChartplatzierungen (Jahr, Titel, , Platzierungen, Wochen, Auszeichnungen, Anmerkungen) | Anmerkungen                                                 |
| Jahr | Titel                               | DE | AT | CH | UK | US | Anmerkungen                                                 |
| ---- | ----------------------------------- | --- | --- | --- | --- | --- | ----------------------------------------------------------- |
| 1999 | I Want It That Way                  | DE1 (17 Wo.)DE | AT1 (13 Wo.)AT | CH1 (18 Wo.)CH | UK1 (14 Wo.)UK | US6 (31 Wo.)US | Erstveröffentlichung: 12. April 1999 Verkäufe: + 7.621.000  |
| 1999 | Larger Than Life                    | DE5 (13 Wo.)DE | AT15 (12 Wo.)AT | CH10 (19 Wo.)CH | UK5 (14 Wo.)UK | US25 (19 Wo.)US | Erstveröffentlichung: 3. September 1999 Verkäufe: + 360.000 |
| 1999 | Show Me The Meaning Of Being Lonely | DE3 (12 Wo.)DE | AT8 (11 Wo.)AT | CH2 (16 Wo.)CH | UK3 (18 Wo.)UK | US6 (24 Wo.)US | Erstveröffentlichung: 21. Dezember 1999 Verkäufe: + 575.000 |
| 2000 | The One                             | DE15 (9 Wo.)DE | AT25 (6 Wo.)AT | CH19 (15 Wo.)CH | UK8 (9 Wo.)UK | US30 (15 Wo.)US | Erstveröffentlichung: 16. Mai 2000                          |

## Kommerzieller Erfolg

### Chartplatzierungen
| ChartsChartplatzierungen       | Höchstplatzierung | Wochen |
| ------------------------------ | ----------------- | ------ |
| Deutschland (GfK)              | 1 (51 Wo.)        | 51     |
| Österreich (Ö3)                | 1 (20 Wo.)        | 20     |
| Schweiz (IFPI)                 | 1 (48 Wo.)        | 48     |
| Vereinigte Staaten (Billboard) | 1 (95 Wo.)        | 95     |
| Vereinigtes Königreich (OCC)   | 2 (64 Wo.)        | 64     |

| ChartsJahrescharts (1999)    | Platzierung |
| ---------------------------- | ----------- |
| Deutschland (GfK)            | 5           |
| Österreich (Ö3)              | 9           |
| Schweiz (IFPI)               | 12          |
| Vereinigtes Königreich (OCC) | 37          |

| ChartsJahrescharts (2000)    | Platzierung |
| ---------------------------- | ----------- |
| Deutschland (GfK)            | 89          |
| Schweiz (IFPI)               | 100         |
| Vereinigtes Königreich (OCC) | 91          |

### Auszeichnungen für Musikverkäufe
| Land/Region                  | Auszeichnungen für Musikverkäufe (Land/Region, Auszeichnung, Verkäufe) | Verkäufe    |
| ---------------------------- | ---------------------------------------------------------------------- | ----------- |
| Argentinien (CAPIF)          | 3× Platin                                                              | 180.000     |
| Australien (ARIA)            | 3× Platin                                                              | 210.000     |
| Belgien (BRMA)               | 2× Platin                                                              | 100.000     |
| Brasilien (PMB)              | 2× Platin                                                              | 500.000     |
| Chile (IFPI)                 | Platin                                                                 | 50.000      |
| Dänemark (IFPI)              | Platin                                                                 | 50.000      |
| Deutschland (BVMI)           | 3× Gold                                                                | 750.000     |
| Europa (IFPI)                | 2× Platin                                                              | (2.000.000) |
| Finnland (IFPI)              | Platin                                                                 | 42.525      |
| Indien (IMI)                 | Platin                                                                 | 50.000      |
| Hongkong (IFPI/HKRIA)        | Platin                                                                 | 20.000      |
| Italien (FIMI)               | Platin                                                                 | 100.000     |
| Japan (RIAJ)                 | 4× Platin                                                              | 800.000     |
| Kanada (MC)                  | Diamant                                                                | 1.073.000   |
| Kolumbien (ASINCOL)          | Gold                                                                   | 30.000      |
| Malaysia (RIM)               | Platin                                                                 | 50.000      |
| Mexiko (AMPROFON)            | 9× Gold                                                                | 675.000     |
| Neuseeland (RMNZ)            | 3× Platin                                                              | 45.000      |
| Niederlande (NVPI)           | 2× Platin                                                              | 160.000     |
| Norwegen (IFPI)              | Platin                                                                 | 50.000      |
| Österreich (IFPI)            | Gold                                                                   | 25.000      |
| Philippinen (PARI)           | Platin                                                                 | 40.000      |
| Polen (ZPAV)                 | Gold                                                                   | 50.000      |
| Portugal (AFP)               | Platin                                                                 | 40.000      |
| Schweden (IFPI)              | Platin                                                                 | 80.000      |
| Schweiz (IFPI)               | 2× Platin                                                              | 100.000     |
| Singapur (RIAS)              | Platin                                                                 | 15.000      |
| Spanien (Promusicae)         | 4× Platin                                                              | 400.000     |
| Südkorea (KMCA)              | 4× Platin                                                              | 250.000     |
| Thailand (TECA)              | Platin                                                                 | 130.000     |
| Uruguay (CUD)                | Platin                                                                 | 6.000       |
| Venezuela (APFV)             | Platin                                                                 | 20.000      |
| Vereinigte Staaten (RIAA)    | 13× Platin                                                             | 13.812.000  |
| Vereinigtes Königreich (BPI) | Platin                                                                 | 300.000     |
| Insgesamt                    | 5× Gold · 55× Platin · 2× Diamant ·                                    | 20.261.000  |

Hauptartikel: Backstreet Boys/Auszeichnungen für Musikverkäufe